# Didar Chamza
Didar Maratuly Chamza (* 15. února 1997) je kazašský zápasník–judista.

## Sportovní kariéra
Patří k velkým talentům kazašského juda.[zdroj⁠?!] Mezi seniory se objevuje od roku 2015. V roce 2016 při červnové uzávěrce olympijské kvalifikace mu postup na olympijské hry unikl o několik bodů. Nasbíral celkem 572 bodů a to do olympijského roku 2016 vstupoval s pouhými 40 body. Koncem července mu na Kazachstánský olympijský výbor přišla zpráva o možnosti startu na letní olympijské hry 2016 po odstoupení Kanaďana Arthura Margelidona, kterou akceptoval. Po úvodní výhře nad Faye Njiem z Gambie narazil v kole druhém na Ázerbájdžánce Rustama Orudžova. V čistě pasivně vedeném zápase byl po celou hrací dobu o jedno napomenutí (šido) pozadu a na olympijském turnaji skončil bez umístění.

### Vítězství
- 2016 - 1x světový pohár (Oberwart)

## Výsledky
| Olympijské hry    |    |     |    | úč. |  |  |  |  |  |  |  |  |  |  |  |  |  |  |  |  |  |
| Mistrovství světa | —  | —   | —  |     |  |  |  |  |  |  |  |  |  |  |  |  |  |  |  |  |  |
| Asijské hry       |    | —   |    |     |  |  |  |  |  |  |  |  |  |  |  |  |  |  |  |  |  |
| Mistrovství Asie  | —  |     | —  | 2.  |  |  |  |  |  |  |  |  |  |  |  |  |  |  |  |  |  |
| MS juniorů        | —  | úč. | 5. |     |  |  |  |  |  |  |  |  |  |  |  |  |  |  |  |  |  |
| MS dorostenců     | 3. |     |    |     |  |  |  |  |  |  |  |  |  |  |  |  |  |  |  |  |  |